# Monasterio de Peshtera
El monasterio de Peshtera de san Nicolás de Mira (en búlgaro: Пещерски манастир „Свети Николай Мирликийски”, Peshterski manastir „Sveti Nikolay Mirlikiyski”), también conocido como monasterio de Mraka (en búlgaro: Мрачки манастир, Mrachki manastir) o monasterio de Oryahov (en búlgaro: Оряховски манастир, Oryahovski manastir) es un monasterio medieval ortodoxo en el oeste de Bulgaria, ubicado en el área de Mraka en el pueblo de Peshtera, cerca de Zemen, provincia de Pernik. A partir de 2008, el monasterio no está operativo.
El monasterio fue mencionado por primera vez en la carta de Oryahov del zar Iván Alejandro de Bulgaria el 1 de diciembre de 1348, que indicó que el zar del Segundo Imperio búlgaro había donado al monasterio. Según algunos investigadores, la parte oriental de la iglesia moderna data del siglo xiv, mientras que otros afirman que pertenece al tipo arquitectónico del Monte Athos y es similar a las iglesias griegas de los siglos xvi-xvii, así como a la iglesia cercana del monasterio de Poganovo en la actual Serbia, que data de 1500.
El monasterio de Peshtera fue abandonado durante el dominio otomano de Bulgaria. Sólo fue renovado en 1842 por Dimitar Molerov de la escuela artística de Bansko, con la ayuda económica del monje Simeón y su hijo. Durante la guerra ruso-turca de 1877-1878, sin embargo, fue incendiado por las tropas otomanas en retirada que ahorcaron a Simeón, y su hijo huyó al monasterio de Rila. 
Después de la Liberación de Bulgaria, se añadió una cela prolongada a la antigua iglesia y se convirtió en parte del altar. La nueva entrada desde el oeste se diseñó como un pórtico de tres arcos con un frontón en forma de arco con una ventana redonda. Una estatua del antiguo dios romano Mitra fue desenterrada durante la reconstrucción, lo que llevó a suponer que existía un santuario precristiano en ese lugar. Hasta principios de la década de 1990, el monasterio tenía un icono de piedra de san Nicolás realizado en 1853 por el maestro Stoimen de Lobosh, pero ha desaparecido.

## Galería

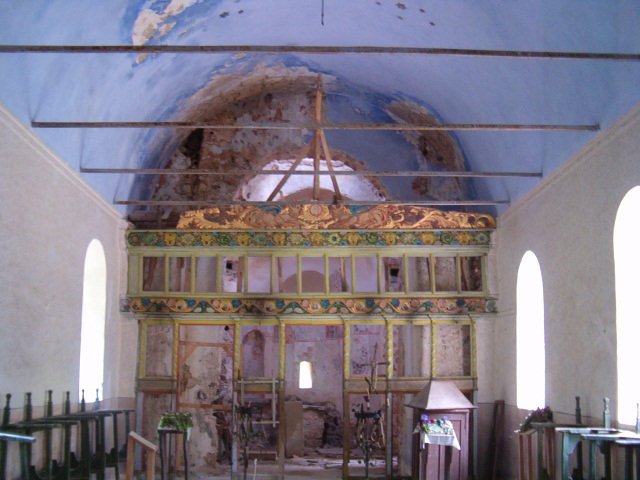
Interior de la iglesia
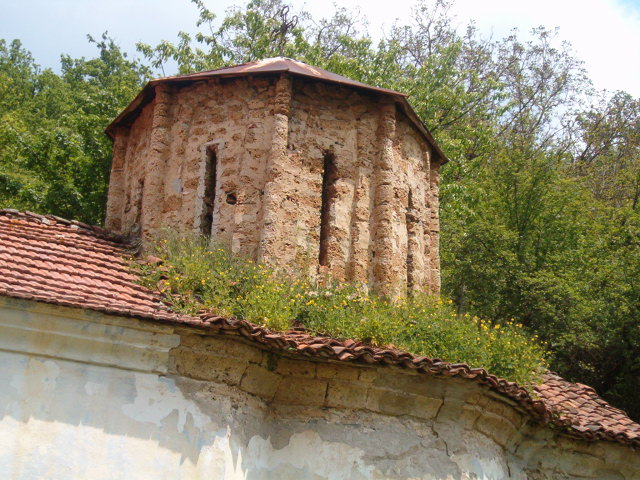
Cúpula de la iglesia
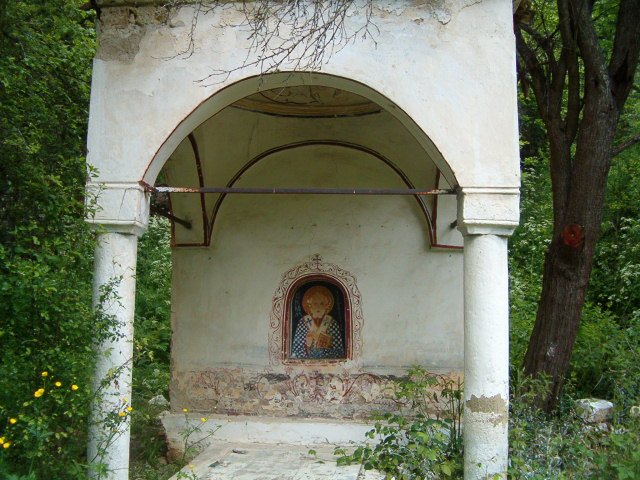
Patio del monasterio
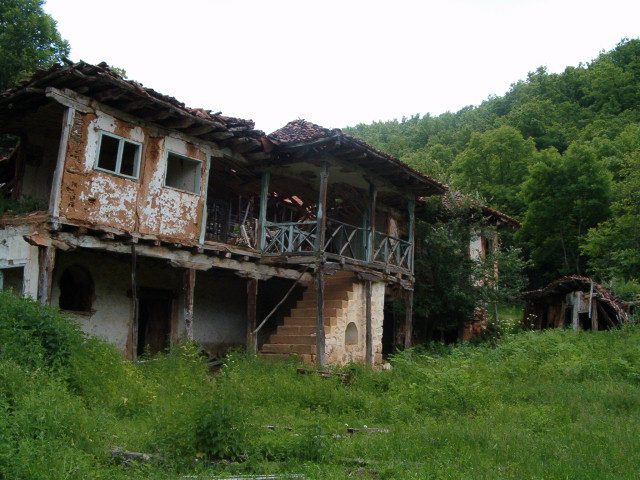
Edificios residenciales quemados por los turcos
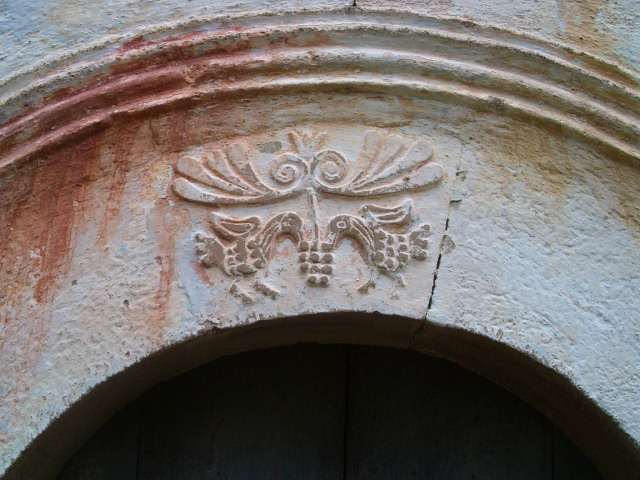
Detalle de la decoración del friso